# 樽井澄夫
樽井澄夫（1947年7月26日—），日本知名外交官和知華派。
出身於福島縣郡山市，畢業於福島縣立安積高等學校和慶應義塾大學經濟學部。1970年4月進入慶應義塾大学大学院修讀經濟碩士，但是1971年退學進入外務省。1972年起派到台灣、香港、北京等地修讀中文。
1986年擔任外務省條約局法規調整官、1988年擔任日本常駐聯合國代表處參贊、1989年任職日本駐印尼大使館參贊、1991年擔任外務省亞洲局中国課長、1993年擔任外務省綜合外交政策局安全保障政策課長、1995年擔任駐中国公使、1998年擔任外務大臣官房審議官、1999年擔任外務大臣官房總括審議官、2001年擔任防衛參贊（国際） 、2002年擔任駐科威特大使、2004年擔任内閣府國際平和協力本部事務局局長兼内閣官房内閣審議官、2006年擔任日本常駐裁軍會議代表處特命全權大使、2009年6月、沖繩事務特命全權大使。
2011年10月從外務省退休。2012年4月9日擔任日本交流協會台北事務所・代表（相當於駐台灣大使）。2014年7月14日卸任台北事務所代表職務。2014年8月起擔任公益財團法人日本國際問題研究所軍縮・防擴散促進中心所長。

## 荣誉

### 日本勋章奖章
- 瑞宝重光章（2021年11月3日公布[7]）